# Население Луганской области
По данным Госкомстата на 1 октября 2014 года в области проживало 2227,6 тыс. человек человек (2546,2 тыс. в 2001 году и 2862,7 тыс. в 1989 году). По численности населения Луганская область занимала 6 место среди областей Украины.
В 2014 году на части территории Луганской области образована самопровозглашённая Луганская Народная Республика. По состоянию на 2015 год она контролировала около 1/3 площади Луганской области, где до войны проживало 70 % её населения.

## Численность населения
Историческая динамика численности населения области (в современных границах)
| год  | население | место среди регионов |
| ---- | --------- | -------------------- |
| 1926 | 1 322 000 |                      |
| 1939 | 1 837 000 | 8                    |
| 1959 | 2 452 172 | 4                    |
| 1970 | 2 750 566 | 4                    |
| 1979 | 2 786 697 | 4                    |
| 1989 | 2 862 734 | 4                    |
| 2001 | 2 546 178 | 6                    |
| 2014 | 2 239 473 | 7                    |

|                                 | 2014    | 2015    |
| ------------------------------- | ------- | ------- |
| количество рожденных            | 9 999   | 2 613   |
| количество умерших              | 19 084  | 7 827   |
| естественное движение населения | - 9 085 | - 5 214 |
| сальдо миграции                 | - 623   | - 2 761 |

## Урбанизация

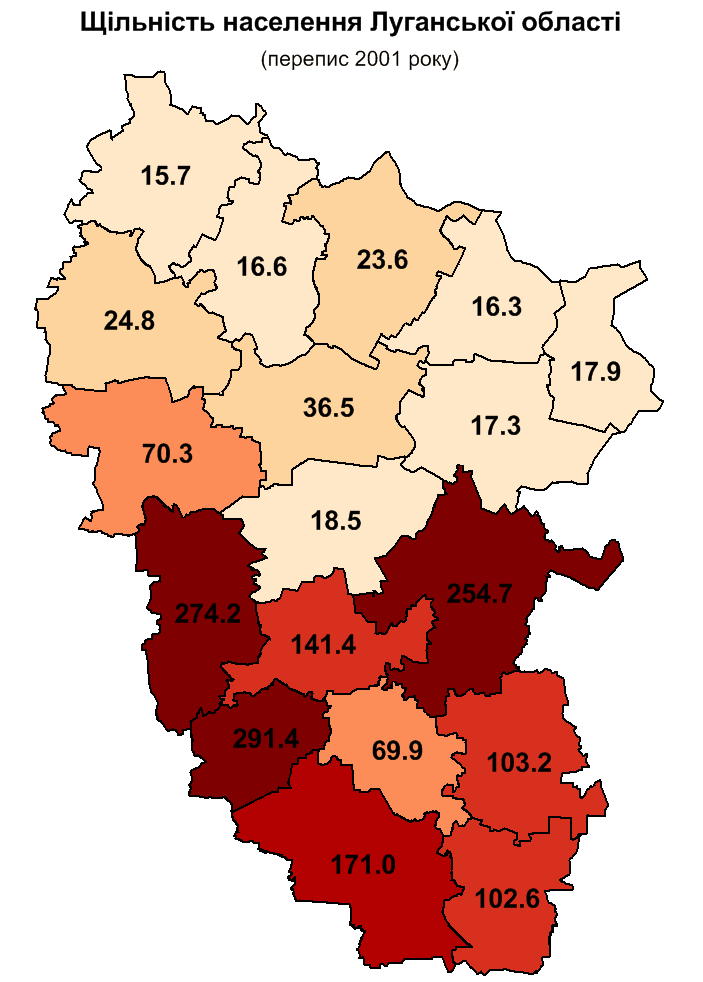
Плотность населения районов (с городами) Луганской области по переписи 2001

В июне 2008 года в городах и поселках городского типа проживало 2029,1 тыс. жителей (87 %), в селах — 315,1 тыс. (13 %). Средняя плотность населения составляла 87,9 человек на 1 км².

## Языки

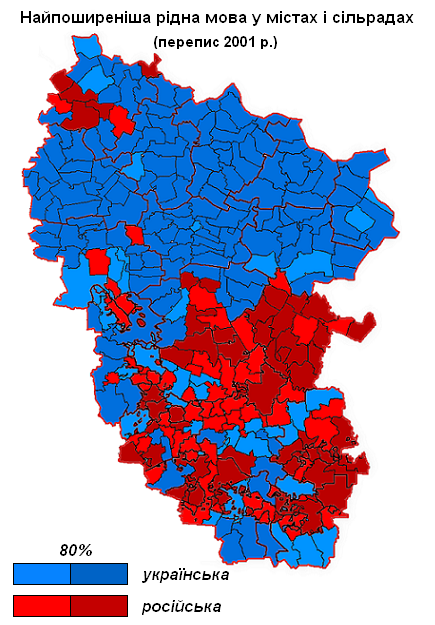
Самый распространённый родной язык в муниципалитетах Луганской области по переписи 2001 года

Всесоюзная перепись населения 1926 года показала различие между долей этнических украинцев и украиноязычных в тогдашних административных единицах, занимавших бо́льшую часть территорий современной Луганской области:
- Старобельский округ (480 378 человек):
  - украинцы — 89,3 %, русские — 10,2 %
  - украинский язык — 88,0 %, русский язык — 11,4 %
- Луганский округ (614 431 человек):
  - украинцы — 51,7 %, русские — 42,8 %
  - украинский язык — 38,0 %, русский язык — 57,5 %

Вследствие проводимой во времена СССР русификации Украины доля украиноязычных в населении Луганской области резко уменьшалась, а доля русскоязычных — возрастала. Родной язык населения Луганской области по результатам переписей населения советских времён, %
|            | 1959 | 1970 | 1979 | 1989 |
| ---------- | ---- | ---- | ---- | ---- |
| Украинский | 50,5 | 43,4 | 38,3 | 34,9 |
| Русский    | 48,7 | 55,3 | 60,5 | 63,9 |
| Другие     | 0,8  | 1,3  | 1,2  | 1,2  |

По данным переписи 2001 года, 68,8 % населения области назвали родным русский язык. По сравнению с предыдущей переписью населения 1989 года этот показатель возрос на 4,9 %, несмотря на сокращение доли лиц, считающих себя этническими русскими. В свою очередь, украинский язык посчитали родным 30 % жителей области, что было на 4,9 % меньше, чем по данным предыдущей переписи населения. Лица, считающие родным тот или иной язык, распределены по территории области неравномерно. Так, после принятия закона о языках 2012 года русский язык получил статус регионального на большей, но не всей части территории области. Исключения составили Белокуракинский, Марковский, Новопсковский и Сватовский районы, где русский язык считают родным менее 10 % жителей. 28 февраля 2018 года закон признан неконституционным и утратил силу.
Украинский язык является единственным официальным языком на всей территории Луганской области.
По данным исследований, проведённых социологической службой Центра Разумкова в 2006—2007 годах, 8,9 % респондентов из Луганской области считали своим родным языком только украинский, 56 % — только русский, одновременно украинский и русский языки — 34,1 %. 6,7 % опрошенных считали, что украинский язык должен быть единственным официальным на всей территории Украины, в то время как 55,6 % придерживались мнения, что русскому должен быть предоставлен статус второго государственного языка. В результатах исследований не упоминается доля респондентов из Луганской области, считавших, что украинский язык должен быть единственным государственным, а русский — вторым официальным в некоторых регионах страны.
По данным исследования Киевского международного института социологии, проведённого 8—16 апреля 2014 года, 31,8 % респондентов из Луганской области не согласились с утверждением о том, что «Россия справедливо защищает интересы русскоязычных граждан на юго-востоке», 44,2 % — согласились. С утверждением о том, что «в Украине ущемляются права русскоязычного населения», не согласились 60,8 % опрошенных, согласились — 29,5 %. С утверждением о том, что в Луганской области ущемляются права украиноязычного населения, не согласились 90,6 % респондентов, 3,5 % — согласились.
С 2014 года, в ходе российско-украинской войны, находящаяся под российской оккупацией часть Луганской области подвергается русификации.
По данным исследования, проведённого социологической службой Центра Разумкова с 11 по 23 декабря 2015 года, 31 % респондентов из свободной от российской оккупации части Луганской области считали своим родным языком только украинский, 33 % — только русский, одновременно украинский и русский языки — 35 %. 29 % опрошенных считали, что украинский язык должен быть единственным официальным на всей территории Украины. 29 % считали, что украинский язык должен быть единственным государственным, а русский — вторым официальным в некоторых регионах страны. 32 % придерживались мнения, что русскому должен быть предоставлен статус второго государственного языка. 69 % респондентов из свободной от российской оккупации части Луганской области согласились с утверждением, что каждый гражданин Украины, независимо от его этнического происхождения, должен владеть украинским языком в объёме, достаточном для повседневного общения, знать основы украинской истории и культуры, 22 % — не согласились.
По данным опроса, проведённого Социологической группой «Рейтинг» с 16 ноября по 10 декабря 2018 года в рамках проекта «Портрети Регіонів», 31 % жителей свободной на тот момент от российской оккупации части Луганской области считали, что украинский язык должен быть единственным государственным языком на всей территории Украины. 28 % считали, что украинский язык должен быть единственным государственным языком, а русский — вторым официальным в некоторых регионах страны. 39 % считали, что русский должен стать вторым государственным языком страны. 2 % затруднились с ответом.
Россия проводит политику насильственной русификации на оккупированных ею территориях области — в школах преподают только на русском языке даже в полностью украиноязычных населённых пунктах. Украинские учебники оказались под запретом, а желающие учиться на украинском вынуждены делать это втайне от оккупационных властей.
20 мая 2024 года решением Луганской областной государственной администрации в Луганской области утверждена «Региональная целевая программа развития и функционирования украинского языка как государственного во всех сферах общественной жизни Луганской области на 2024—2028 годы», главной целью которой является усиление позиций украинского языка в регионе.
По данным исследования Центра контент-анализа, проведённого в период с 15 августа по 15 сентября 2024 года, темой которого стало соотношение украинского и русского языков в украинском сегменте социальных сетей, в Луганской области (в том числе и на оккупированной Россией её части) на украинском языке писалось 3,7 % сообщений (в 2023 году — 4,5 %, в 2022 году — 3,4 %, в 2020 году — 4,8 %), на русском — 96,3 % (в 2023 году — 95,5 %, в 2022 году — 96,6 %, в 2020 году — 95,2 %).